# Казанцев, Алексей Эдуардович
Алексей Эдуардович Казанцев (род. 26 февраля 1989 года) — российский пловец в ластах, заслуженный мастер спорта России.

## Карьера
Двукратный чемпион мира, чемпион Европы, многократный чемпион России, победитель IX Всемирных игр в Кали в 2013 году
Спортсмен-инструктор отделения подводного спорта Новосибирского центра высшего спортивного мастерства.
С чемпионата мира 2015 года привёз три серебряные награды.